# Destoroyah
Destoroyah (デストロイア Desutoroia?), alternativamente llamado Destroyah o Destroyer, es un kaiju de la película de 1995 Godzilla vs. Destoroyah. Es originario de una colonia de crustáceos del Precámbrico despertados y mutados cuando el Destructor de oxígeno es detonado en 1954 para matar a Godzilla (Godzilla). Hedorah sirvió de inspiración para Destoroyah debido a que tenía distintas fases de crecimiento.
Una posible razón de que el nombre "Destroyer" (Destructor) no es comúnmente usado en varios mercados es porque la palabra en sí misma no gana suficiente. Es usada la palabra "Destroyer" en varias versiones del film pero "Destoroyah" es el nombre oficial del personaje de Tōhō.

## Apariencia
Destoroyah adopta distintas formas durante la película incluyendo una pequeña forma de 3 mm, del tamaño de un insecto, 2 metros, y 18 metros con forma de cangrejo, una gran forma de cangrejo combinado, una forma voladora de murciélago, y una demoníaca forma final, un bípedo de 180 metros. Él además tiene algunas de las características de un alien Xenomorfo.

## Godzilla vs. Destoroyah
Destoroyah primero emergió en una forma de pequeños cangrejos prehistóricos mutantes. Estos entraron en un acuario y causaron daños a los peces. Eventualmente escaparon y crecieron 2 metros, destruyendo un puente y escondiéndose en una fábrica. Las Fuerzas de Defensa Japonesas (FDJ) enviaron muchos soldados para destruir a las criaturas, pero los asaltos con rifles no fueron suficientes para destruir a los crustáceos, quienes mataron a muchos de los soldados de la FDJ. Eventualmente la FDJ atacó con lanzallamas a las criaturas, causando que éstas retrocedan. Entonces se supo que los monstruos son vulnerables al calor extremo o al frío extremo.
La FDJ envía un escuadrón de Tanques y baterías con misiles y armados con láseres de Temperatura Ultra Baja (láseres TUB) y proyectiles refrescantes. Cuando las criaturas regresaban de nuevo, los soldados las bombardeaban con las armas de frío. De pronto ven gran agitación entre las criaturas, que se están uniendo para formar un monstruo-cangrejo gigante. Éste se transforma luego en un monstruo con alas de murciélago y vuela lejos.
Cuando prueban pensar en otra forma de destruir al monstruo, las FDJ deciden atraer a Godzilla para enfrentarlo contra Destoroyah. Ellos se muestran reacios al plan, a pesar de las protestas de la psíquica Miki Saegusa, y deciden enfrentar a Godzilla junior contra Destoroyah, sabiendo que Godzilla lo persigue. Miki y otra psíquica vuelan hasta donde está Godzilla Junior y usan sus poderes psíquicos para ponerlo en curso a Tokio. Cuando Junior arriba, Destoroyah lo ataca en su forma voladora. Junior es golpeado por el terrible monstruo, hasta que tiene un golpe de suerte y trae abajo a la forma voladora de Destoroyah. Destoroyah se recupera y ataca a Junior en su forma compuesta. Destoroyah vence a Junior con su masivo cuerpo y lo desgarra con su doble garra, inyectándole con micro-oxígeno. Cuando se da cuenta de que perdió, Junior dispara un último tiro a Destoroyah, noqueándolo en el aire. Junior dispara un estallido radioactivo final, mandando a volar a una fábrica a Destoroyah.
Cuando Godzilla arriba finalmente a Tokio, la forma final de Destoroyah emerge de los fuegos de la fábrica. La vil criatura remonta vuelo hacia Godzilla y su hijo, derribando a Godzilla y raptando a su hijo con sus masivas garras. Él vuela alto en el aire y suelta a Junior, enviando al joven monstruo al suelo. Destoroyah le dispara a Junior con su Rayo de Micro-Oxígeno, matándolo.
Godzilla emerge del suelo, aparentemente enojado por la muerte de Junior. Destoroyah aterriza y enfrenta a Godzilla en una última batalla. Destoroyah prueba a su enemigo en su forma más poderosa. Combate al rey de los monstruos con sus rayos de Micro-Oxígeno y lo hace caer con su masa. Destoroyah enrolla su cola alrededor de Godzilla y lo hace volar hacia el océano. Godzilla vuelve con toda su furia hacia Destoroyah, disparándole múltiples veces con su Rayo Espiral de Fuego causándole daños y haciéndole sangrar y finalmente explotar. Destoroyah responde al ataque dividiéndose en sus múltiples partes que lo componían. Estos atacaron a Godzilla y éste se vio abrumado por los ataques, entonces desencadenó un poderoso pulso nuclear, destruyendo los componentes.
Luego de que Godzilla le dona su fuerza a su hijo fallido, la pena en su corazón le provoca una fusión que ya se estaba notando, y se hizo crítica. Las FDJ mandan un equipo de Super-X III y tanques armados con armas congelantes que congelan a Godzilla para detener el colapso. Mientras Godzilla sigue lamentando a su hijo y su corazón nuclear vuelve a sobrecargarse, Destoroyah vuelve de nuevo. La malvada bestia estranguló a Godzilla con su cola y lo lanza lejos, cuando su hijo se está preparando para la batalla de nuevo. Godzilla vuelve, y sus espinas vuelven a brillar, es la fusión que está volviendo. la sobrecarga de poder le provoca Godzilla un aliento atómico que se incrementa en fuerza a niveles exponenciales y Destoroyah es quemado y fragmentado por el feroz disparo. Sabiendo que está por perder la pelea, Destoroyah escapa cuando las FDJ alcanzan al monstruo con sus cañones congelantes. Cuando el cuerpo de Destoroyah es congelado hasta el nivel celular, Destoroyah cae al suelo e impacta con él, muriendo de una vez por todas.

## Poderes y habilidades
Como Hedorah, Destoroyah es una forma de vida compuesta por millones de organismos microscópicos y posee la capacidad de adaptarse y regenerarse. Las criaturas básicas se parecen a herraduras. Millones de esas criaturas se unen después para formar al Destoroyah compuesto manifestándose en monstruos crustáceos que tienen una reminiscencia del Alien Xenomorfo de las películas. Uno de sus poderes son el Rayo de Micro-Oxígeno, un rayo de energía de color violeta que es capaz de destruir toda forma de vida orgánica, efecto similar al del Destructor de Oxígeno. Destoroyah también tiene su cuerno, que es capaz de causar gran daño cortando al enemigo.

## Apariciones en videojuegos
Destoroyah aparece en su forma final en Godzilla: Destroy All Monsters Melee y Godzilla: Save the Earth. Destoroyah es un mutante en Godzilla: Unleashed. Destoroyah también está en Godzilla Trading Battle para PSX.